# Цикл женских турниров ITF 2009 (июль — сентябрь)
Цикл женских турниров ITF 2009 (англ. 2009 ITF Women's Circuit) — ежегодный женский тур профессиональных теннисистов, проводимый Международной федерацией тенниса.
Статья содержит результаты третьей четверти года — с июля по сентябрь.

## Расписание

### Легенда
| Призовой фонд |
| 100.000 USD   |
| 75.000 USD    |
| 50.000 USD    |
| 25.000 USD    |
| 10.000 USD    |

### Июль
| Дата начала | Турнир                                                                      | Чемпионки (Счёт финала)                                     | Финалистки                                      |
| ----------- | --------------------------------------------------------------------------- | ----------------------------------------------------------- | ----------------------------------------------- |
| 6 июля      | Брюссель, Бельгия $10,000 — Грунт Турнир 2009                               | Марина Заневская 0-6 7-5 7-5                                | Катажина Питер                                  |
| 6 июля      | Брюссель, Бельгия $10,000 — Грунт Турнир 2009                               | Симона Добра Катерина Ванькова 6-3 6-4                      | Василиса Давыдова Элина Гасанова                |
| 6 июля      | Филикстоу, Великобритания $10,000 — Трава Турнир 2009                       | Анна Смит 7-5 3-6 6-4                                       | Тимея Бабош                                     |
| 6 июля      | Филикстоу, Великобритания $10,000 — Трава Турнир 2009                       | Джоселин Рэй Джада Уиндли 6-1 6-0                           | Далила Якупович Сара-Ребекка Секулич            |
| 6 июля      | Газиантеп, Турция $10,000 — Хард Турнир 2009                                | Магали де Латтре 7-6(6) 6-3                                 | Манана Шапакидзе                                |
| 6 июля      | Газиантеп, Турция $10,000 — Хард Турнир 2009                                | Нигина Абдураимова Джада Хоппер 6-3 6-7(6) [13-11]          | Диана Марцинкевич Юлиана Уманец                 |
| 6 июля      | Имола, Италия $10,000 — Ковёр Турнир 2009                                   | Анна-Джулия Ремондина 6-2 7-5                               | Аличе Балдуччи                                  |
| 6 июля      | Имола, Италия $10,000 — Ковёр Турнир 2009                                   | Бенедетта Давато Лиза Сабино 4-6 6-2 [10-6]                 | Мартина Гледачева Анастасия Гримальская         |
| 6 июля      | Прокупле, Сербия $10,000 — Хард Турнир 2009                                 | Далия Зафирова 6-3 7-6(3)                                   | Александра Крунич                               |
| 6 июля      | Прокупле, Сербия $10,000 — Хард Турнир 2009                                 | Александра Крунич Эма Полич 6-2 7-6(3)                      | Александра Йосифоска Кристина-Мадалина Станку   |
| 6 июля      | Шэньчжэнь, Китай $10,000 — Хард Турнир 2009                                 | Чжэн Сайсай 7-5 6-4                                         | Сабина Шарипова                                 |
| 6 июля      | Шэньчжэнь, Китай $10,000 — Хард Турнир 2009                                 | Лу Цзяцзин Оу Сюаньшуо 6-1 6-1                              | Ху Юэюэ Юань Юэ                                 |
| 6 июля      | Сунчхан, Южная Корея $10,000 — Хард Турнир 2009                             | Ким На Ри 6-7(6) 7-5 3-0 — отказ                            | Ли Джин А                                       |
| 6 июля      | Сунчхан, Южная Корея $10,000 — Хард Турнир 2009                             | Ким Кун-Хи Ю Мин-Хуа 6-2 6-2                                | Ким На Ри Ли Чо-Вон                             |
| 6 июля      | Токио, Япония $10,000 — Ковёр Турнир 2009                                   | Мисаки Дои 6-1 6-4                                          | Сатиэ Исидзу                                    |
| 6 июля      | Токио, Япония $10,000 — Ковёр Турнир 2009                                   | Маки Арай Мари Танака 7-5 3-6 [13-11]                       | Кадзуса Ито Томоко Тайра                        |
| 6 июля      | Ла-Корунья, Испания $25,000 — Хард Турнир 2009                              | Неуза Сильва 6-3 6-1                                        | Весна Манасиева                                 |
| 6 июля      | Ла-Корунья, Испания $25,000 — Хард Турнир 2009                              | Мария Иригойен Флоренсия Молинеро 6-2 6-4                   | Весна Манасиева Ксения Милевская                |
| 6 июля      | Грейпвайн, США $50,000 — Хард Турнир 2009                                   | Валери Тетро 2-6 7-6(6) 7-6(1)                              | Стефани Дюбуа                                   |
| 6 июля      | Грейпвайн, США $50,000 — Хард Турнир 2009                                   | Линдсей Ли-Уотерс Риза Заламеда 7-6(5) 6-3                  | Кимберли Куц Валери Тетро                       |
| 6 июля      | Загреб, Хорватия $75,000 — Грунт Турнир 2009                                | Сандра Заглавова 6-1 7-6(4)                                 | Анастасия Севастова                             |
| 6 июля      | Загреб, Хорватия $75,000 — Грунт Турнир 2009                                | Дарья Юрак Рената Ворачова 6-2 7-5                          | Елена Чалова Анастасия Полторацкая              |
| 6 июля      | Открытый чемпионат Биаррица Биарриц, Франция $100,000 — Грунт Турнир 2009   | Юлия Гёргес 7-5 6-0                                         | Екатерина Деголевич                             |
| 6 июля      | Открытый чемпионат Биаррица Биарриц, Франция $100,000 — Грунт Турнир 2009   | Чжань Юнжань Анастасия Родионова 3-6 6-4 [10-7]             | Акгуль Аманмурадова Дарья Кустова               |
| 13 июля     | Атланта, США $10,000 — Хард Турнир 2009                                     | Ирина Фалькони 6-0 6-4                                      | Дженнифер Илие                                  |
| 13 июля     | Атланта, США $10,000 — Хард Турнир 2009                                     | Кейтлин Кристиан Линдсей Нельсон 7-5 7-6(2)                 | Аманда Финк Ясмин Шнак                          |
| 13 июля     | Касерес, Испания $10,000 — Хард Турнир 2009                                 | Эстелла Гисар 6-3 7-6(1)                                    | Ребекка Боу-Ногейро                             |
| 13 июля     | Касерес, Испания $10,000 — Хард Турнир 2009                                 | Татьяна Буа Кармен Лопес-Руэда 6-3 6-2                      | Йера Кампос-Молина Инес Феррер-Суарес           |
| 13 июля     | Касабланка, Марокко $10,000 — Грунт Турнир 2009                             | Синди Шала 6-1 6-4                                          | Барбора Критичкова                              |
| 13 июля     | Касабланка, Марокко $10,000 — Грунт Турнир 2009                             | Галина Фокина Анна Моргина 7-6(5) 0-6 [10-6]                | Бенедетта Давато Лиза Сабино                    |
| 13 июля     | Фринтон, Великобритания $10,000 — Трава Турнир 2009                         | Хезер Уотсон 4-6 6-4 6-2                                    | Анна Фицпатрик                                  |
| 13 июля     | Фринтон, Великобритания $10,000 — Трава Турнир 2009                         | Джоселин Рэй Джада Уиндли 6-3 7-5                           | Анна Фицпатрик Эмилин Старр                     |
| 13 июля     | Измир, Турция $10,000 — Хард Турнир 2009                                    | Пемра Озген 6-0 6-4                                         | Сандра Заневская                                |
| 13 июля     | Измир, Турция $10,000 — Хард Турнир 2009                                    | София Квацабая Августа Цыбышева 6-0 3-6 [10-5]              | Зузана Лингова Сандра Заневская                 |
| 13 июля     | Миядзаки, Япония $10,000 — Ковёр Турнир 2009                                | Дзюнри Намигата 7-6(6) 6-2                                  | Сихо Акита                                      |
| 13 июля     | Миядзаки, Япония $10,000 — Ковёр Турнир 2009                                | Айри Нагимото Юми Миядзаки 7-5 7-5                          | Юка Хигаси Моэ Каватоко                         |
| 13 июля     | Богота, Колумбия $25,000 — Грунт Турнир 2009                                | Марина Жираль-Лорес 1-6 6-4 6-3                             | Мария-Фернанда Альварес-Теран                   |
| 13 июля     | Богота, Колумбия $25,000 — Грунт Турнир 2009                                | Карен Эмилия Кастибланко Дуарте Паула Забала 1-6 6-1 [10-7] | Мария-Фернанда Алвес Николь Клерико             |
| 13 июля     | Буча, Украина $25,000 — Грунт Турнир 2009                                   | Юлия Калабина 6-7(6) 7-6(5) 6-1                             | Агнеш Сатмари                                   |
| 13 июля     | Буча, Украина $25,000 — Грунт Турнир 2009                                   | Ирина Бурячок Оксана Теплякова 6-4 6-4                      | Евгения Пашкова Анастасия Васильева             |
| 13 июля     | Дармштадт, Германия $25,000 — Грунт Турнир 2009                             | Сара Гронерт 6-1 6-1                                        | Зузана Кучова                                   |
| 13 июля     | Дармштадт, Германия $25,000 — Грунт Турнир 2009                             | Корина Перкович Валентина Штефан 7-5 6-4                    | Анастасия Меглинская Михаэла Паштикова          |
| 13 июля     | Рим, Италия $25,000 — Грунт Турнир 2009                                     | Элоиса-Мария Кампостисо-де Андрес 6-3 6-7(2) 6-2            | ЭстрелЬЯ Кабеса-Кандела                         |
| 13 июля     | Рим, Италия $25,000 — Грунт Турнир 2009                                     | Мария Иригойен Теодора Мирчич 7-5 6-2                       | Элиза Бальзамо Стефания Кьеппа                  |
| 13 июля     | Звевегем, Бельгия $25,000 — Грунт Турнир 2009                               | Кирстен Флипкенс 6-3 6-3                                    | Юрика Сэма                                      |
| 13 июля     | Звевегем, Бельгия $25,000 — Грунт Турнир 2009                               | Елена Чалова Дарья Юрак 6-1 6-4                             | Юрика Сэма Орели Веди                           |
| 13 июля     | Открытый чемпионат Вогез Контрексевиль, Франция $50,000 — Грунт Турнир 2009 | Екатерина Бычкова 6-4 6-4                                   | Катрин Вёрле                                    |
| 13 июля     | Открытый чемпионат Вогез Контрексевиль, Франция $50,000 — Грунт Турнир 2009 | Ивонн Мойсбургер Катрин Вёрле 6-2 6-2                       | Стефани Коэн-Алоро Полин Пармантье              |
| 20 июля     | Бухарест, Румыния $10,000 — Грунт Турнир 2009                               | Елена Богдан 6-3 6-1                                        | Дия Евтимова                                    |
| 20 июля     | Бухарест, Румыния $10,000 — Грунт Турнир 2009                               | Иоана Гаспар Симона-Юлия Матей 7-6(6) 6-1                   | Ионела-Андрея Йова Кристина-Андрея Миту         |
| 20 июля     | Касабланка, Марокко $10,000 — Грунт Турнир 2009                             | Галина Фокина 6-1 6-2                                       | Лиза Сабино                                     |
| 20 июля     | Касабланка, Марокко $10,000 — Грунт Турнир 2009                             | Бенедетта Давато Лиза Сабино 6-1 6-2                        | Ирени Сантос-Браво Шейла Солсона-Каркасона      |
| 20 июля     | Эвансвилл, США $10,000 — Хард Турнир 2009                                   | Элизабет Люмпкин 6-0 6-2                                    | Кейтлин Кристиан                                |
| 20 июля     | Эвансвилл, США $10,000 — Хард Турнир 2009                                   | Мария Санчес Ясмин Шнак 4-6 6-1 [10-4]                      | Кейтлин Кристиан Линдсей Нельсон                |
| 20 июля     | Хорб-на-Неккаре, Германия $10,000 — Грунт Турнир 2009                       | Луция Кригсманнова 6-4 6-4                                  | Михель Герардс                                  |
| 20 июля     | Хорб-на-Неккаре, Германия $10,000 — Грунт Турнир 2009                       | Михель Герардс Маркелла Кук 7-6(6) 6-1                      | Аня Прислан Амра Садикович                      |
| 20 июля     | Стамбул, Турция $10,000 — Хард Турнир 2009                                  | Августа Цыбышева 6-2 4-6 6-4                                | Магали де Латтре                                |
| 20 июля     | Стамбул, Турция $10,000 — Хард Турнир 2009                                  | Пемра Озген Манана Шапакидзе 6-2 6-2                        | София Квацабая Августа Цыбышева                 |
| 20 июля     | Пьештяни, Словакия $10,000 — Грунт Турнир 2009                              | Дарина Седенкова 6-4 6-3                                    | Катерина Ванькова                               |
| 20 июля     | Пьештяни, Словакия $10,000 — Грунт Турнир 2009                              | Вероника Домагала Яна Яндова 7-5 6-4                        | Моника Коханова Никола Вайдова                  |
| 20 июля     | Харьков, Украина $25,000 — Грунт Турнир 2009                                | Моника Адамчак 5-7 6-1 6-4                                  | Тереза Мрдежа                                   |
| 20 июля     | Харьков, Украина $25,000 — Грунт Турнир 2009                                | Моника Адамчак Николь Криз 6-3 7-6(4)                       | Кристина Антонийчук Ирина Бурячок               |
| 20 июля     | Ле Контомин-Монжуа, Франция $25,000 — Хард Турнир 2009                      | Патрисия Сандуска 6-4 6-0                                   | Ника Ожегович                                   |
| 20 июля     | Ле Контомин-Монжуа, Франция $25,000 — Хард Турнир 2009                      | Лаура-Иоана Андрей Патрисия Сандуска 6-3 6-2                | Анаис Лорендон Николь Ринер                     |
| 20 июля     | Вальядолид, Испания $25,000 — Хард Турнир 2009                              | Хейди Эль Табах 6-2 3-6 6-3                                 | Эстрелья Кабеса-Кандела                         |
| 20 июля     | Вальядолид, Испания $25,000 — Хард Турнир 2009                              | Хейди Эль Табах Паула Фондевила-Кастро 6-2 6-4              | Эстрелья Кабеса-Кандела Сара дель Баррио-Арагон |
| 20 июля     | Лексингтон, США $50,000 — Хард Турнир 2009                                  | Саня Мирза 7-6(5) 6-4                                       | Жюли Куэн                                       |
| 20 июля     | Лексингтон, США $50,000 — Хард Турнир 2009                                  | Чжан Кайчжэнь Татьяна Лужанская 6-3 6-2                     | Жаклин Како Алисон Риск                         |
| 20 июля     | Петанж, Люксембург $75,000 — Грунт Турнир 2009                              | Аранча Парра Сантонха 6-3 6-2                               | Екатерина Бычкова                               |
| 20 июля     | Петанж, Люксембург $75,000 — Грунт Турнир 2009                              | Стефани Коэн-Алоро Селима Сфар 6-2 3-6 [10-7]               | Дарья Юрак Катрин Вёрле                         |
| 27 июля     | Бре, Бельгия $10,000 — Грунт Турнир 2009                                    | Юлия Бабилон 6-3 7-5                                        | Евгения Криворучко                              |
| 27 июля     | Бре, Бельгия $10,000 — Грунт Турнир 2009                                    | Кики Бертенс Кверина Лемойне 6-1 6-0                        | Ан-Софи Местах Деми Схюрс                       |
| 27 июля     | Гардоне-Валь-Тромпия, Италия $10,000 — Грунт Турнир 2009                    | Юлия Майр 6-0 6-0                                           | Анна-Джулия Ремондина                           |
| 27 июля     | Гардоне-Валь-Тромпия, Италия $10,000 — Грунт Турнир 2009                    | Стефания Кьеппа Клаудиа Джовине 4-6 6-2 [12-10]             | Стефания Фадабини Анна-Джулия Ремондина         |
| 27 июля     | Джакарта, Индонезия $10,000 — Хард Турнир 2009                              | Аю-Фани Дамаянти 6-4 6-4                                    | Грейс Сари Исидора                              |
| 27 июля     | Джакарта, Индонезия $10,000 — Хард Турнир 2009                              | Нунгнадда Ваннасук Варатчая Вонгтинчай 6-2 6-7(5) [10-7]    | Беатрис Гумуля Джесси Ромпис                    |
| 27 июля     | Онешти, Румыния $10,000 — Грунт Турнир 2009                                 | Элора Дабижа 6-4 5-7 7-6(4)                                 | Александра Дамаскин                             |
| 27 июля     | Онешти, Румыния $10,000 — Грунт Турнир 2009                                 | Александра Дамаскин Диана Энаке 6-2 6-1                     | Камелия-Елена Христя Вероника Попович           |
| 27 июля     | Палич, Сербия $10,000 — Грунт Турнир 2009                                   | Александра Филиповски 6-3 7-5                               | Ани Миячика                                     |
| 27 июля     | Палич, Сербия $10,000 — Грунт Турнир 2009                                   | Дуня Антунович Ани Миячика 6-4 6-0                          | Катажина Кава Симонка Парайова                  |
| 27 июля     | Рабат, Марокко $10,000 — Грунт Турнир 2009                                  | Ирина Курьянович 4-6 6-3 6-1                                | Надя Лалами                                     |
| 27 июля     | Рабат, Марокко $10,000 — Грунт Турнир 2009                                  | Фатима Эль Аллами Лиза Сабино 7-5 6-1                       | Наташа Бредль Штефани Хирш                      |
| 27 июля     | Сент-Джозеф, США $10,000 — Хард Турнир 2009                                 | Ирина Фалькони 6-3 6-3                                      | Кейтлин Хуриски                                 |
| 27 июля     | Сент-Джозеф, США $10,000 — Хард Турнир 2009                                 | Ирина Фалькони Эшли Вейхольд 6-4 7-6(6)                     | Челси Орр Кейтлин Хуриски                       |
| 27 июля     | Тампере, Финляндия $10,000 — Грунт Турнир 2009                              | Сандра Рома 6-7(2) 7-6(3) 6-4                               | Анна Орлик                                      |
| 27 июля     | Тампере, Финляндия $10,000 — Грунт Турнир 2009                              | Эмма Лайне Сандра Рома 6-4 6-3                              | Ализе Лим Вивьенна Виерин                       |
| 27 июля     | Алма-Ата, Казахстан $25,000 — Хард Турнир 2009                              | Елена Чалова 6-3 6-4                                        | Оксана Калашникова                              |
| 27 июля     | Алма-Ата, Казахстан $25,000 — Хард Турнир 2009                              | Елена Чалова Оксана Калашникова 6-1 6-0                     | Нина Братчикова Агнеш Сатмари                   |
| 27 июля     | Бад-Заульгау, Германия $25,000 — Грунт Турнир 2009                          | Андреа Главачкова 6-4 6-4                                   | Ана Йованович                                   |
| 27 июля     | Бад-Заульгау, Германия $25,000 — Грунт Турнир 2009                          | Ханне Скак Йенсен Юханна Ларссон 6-2 6-3                    | Дарья Юрак Юрика Сэма                           |
| 27 июля     | Кампус-ду-Жордау, Бразилия $25,000 — Хард Турнир 2009                       | Мария-Фернанда Альварес-Теран 6-3 6-3                       | Мария-Фернанда Алвес                            |
| 27 июля     | Кампус-ду-Жордау, Бразилия $25,000 — Хард Турнир 2009                       | Лариса Карвальо Вивиан Сеньини 3-6 6-1 [10-7]               | Моника Альбукерке Паула Кристина Гонсалвес      |
| 27 июля     | Обихиро, Япония $25,000 — Ковёр Турнир 2009                                 | Куруми Нара 7-6(7) 4-6 6-4                                  | Дзюнри Намигата                                 |
| 27 июля     | Обихиро, Япония $25,000 — Ковёр Турнир 2009                                 | Нацуми Хамамура Аюми Ока 3-6 6-1 [10-5]                     | Рика Фудзивара Куруми Нара                      |
| 27 июля     | Виго, Испания $25,000 — Хард Турнир 2009                                    | Джорджи Ступ 7-5 6-2                                        | Кэти О`Брайен                                   |
| 27 июля     | Виго, Испания $25,000 — Хард Турнир 2009                                    | Каролина Косиньская Лора Торп 7-6(3) 6-2                    | Джада Кёртис Джорджи Ступ                       |

### Август
| Дата начала | Турнир                                                                 | Чемпионки (Счёт финала)                                   | Финалистки                                   |
| ----------- | ---------------------------------------------------------------------- | --------------------------------------------------------- | -------------------------------------------- |
| 3 августа   | Арад, Румыния $10,000 — Грунт Турнир 2009                              | Ани Миячика 6-1 6-2                                       | Диана Энаке                                  |
| 3 августа   | Арад, Румыния $10,000 — Грунт Турнир 2009                              | Диана Энаке Кристина-Андрея Миту 6-3 7-5                  | Ионела-Андрея Йова Иоана Иван                |
| 3 августа   | Илава, Польша $10,000 — Грунт Турнир 2009                              | Сандра Заневская 6-4 6-4                                  | Зузана Злохова                               |
| 3 августа   | Илава, Польша $10,000 — Грунт Турнир 2009                              | Вероника Домагала Катажина Кава 6-1 6-3                   | Анна Немец Александра Росольска              |
| 3 августа   | Нью-Дели, Индия $10,000 — Хард Турнир 2009                             | Эмили Уэбли-Смит 6-1 6-1                                  | Александра Колесниченко                      |
| 3 августа   | Нью-Дели, Индия $10,000 — Хард Турнир 2009                             | Александра Колесниченко Эмили Уэбли-Смит 6-2 6-4          | Ашмита Исварамурти Далила Якупович           |
| 3 августа   | Ниигата, Япония $10,000 — Ковёр Турнир 2009                            | Сихо Акита 6-4 6-4                                        | Рэми Тэдзука                                 |
| 3 августа   | Ниигата, Япония $10,000 — Ковёр Турнир 2009                            | Айри Нагимото Майко Иноуэ 6-2 6-2                         | Маки Арай Эцуко Китадзаки                    |
| 3 августа   | Ребек, Бельгия $10,000 — Грунт Турнир 2009                             | Ришел Хогенкамп 4-6 6-3 6-4                               | Констанс Сибиль                              |
| 3 августа   | Ребек, Бельгия $10,000 — Грунт Турнир 2009                             | Кики Бертенс Николь Тейссен 6-2 7-5                       | Патрича Киря Валентина Сульпицио             |
| 3 августа   | Савитайпале, Финляндия $10,000 — Грунт Турнир 2009                     | Эмма Лайне 7-5 6-1                                        | Анетт Шуттинг                                |
| 3 августа   | Савитайпале, Финляндия $10,000 — Грунт Турнир 2009                     | Диана Марцинкевич Анна Орлик 4-6 6-2 [10-5]               | Малу Эйдесгард Эстер Масури                  |
| 3 августа   | Суракарта, Индонезия $10,000 — Хард Турнир 2009                        | Лавиния Тананта 6-1 1-6 6-3                               | Варатчая Вонгтинчай                          |
| 3 августа   | Суракарта, Индонезия $10,000 — Хард Турнир 2009                        | Беатрис Гумуля Джесси Ромпис 6-2 6-2                      | Каняпат Нараттана Нунгнадда Ваннасук         |
| 3 августа   | Вена, Австрия $10,000 — Грунт Турнир 2009                              | Луция Кригсманнова 6-4 6-7(7) 7-5                         | Наташа Зорич                                 |
| 3 августа   | Вена, Австрия $10,000 — Грунт Турнир 2009                              | Яна Яндова Моника Коханова 7-5 5-7 [16-14]                | Аманда Каррерас Рафаэла Цоттер               |
| 3 августа   | Хехинген, Германия $25,000 — Грунт Турнир 2009                         | Ивонн Мойсбургер 5-7 7-5 6-2                              | Юханна Ларссон                               |
| 3 августа   | Хехинген, Германия $25,000 — Грунт Турнир 2009                         | Ивонн Мойсбургер Ясмин Вёр 6-2 7-6(1)                     | Эрика Краут Ханна Нуни                       |
| 3 августа   | Монтерони-ди-Лечче, Италия $25,000 — Грунт Турнир 2009                 | Ивана Лисяк 6-4 6-2                                       | Клаудиа Джовине                              |
| 3 августа   | Монтерони-ди-Лечче, Италия $25,000 — Грунт Турнир 2009                 | Сандра Клеменшиц Патриция Майр 6-3 6-4                    | Маргалита Чахнашвили Николь Клерико          |
| 3 августа   | Москва, Россия $25,000 — Грунт Турнир 2009                             | Ксения Первак 4-6 6-4 6-2                                 | Екатерина Иванова                            |
| 3 августа   | Москва, Россия $25,000 — Грунт Турнир 2009                             | Екатерина Иванова Арина Родионова 6-2 6-2                 | Вероника Капшай Мелани Клаффнер              |
| 3 августа   | Астана, Казахстан $50,000 — Хард Турнир 2009                           | Анастасия Екимова 6-0 6-4                                 | Никола Хофманнова                            |
| 3 августа   | Астана, Казахстан $50,000 — Хард Турнир 2009                           | Юлиана Федак Дарья Кустова 6-4 7-5                        | Нина Братчикова Агнеш Сатмари                |
| 3 августа   | Odlum Brown Vancouver Open Ванкувер, Канада $75,000 — Хард Турнир 2009 | Стефани Дюбуа 1-6 6-4 6-4                                 | Саня Мирза                                   |
| 3 августа   | Odlum Brown Vancouver Open Ванкувер, Канада $75,000 — Хард Турнир 2009 | Аша Ролле Риза Заламеда 6-4 6-3                           | Мэдисон Бренгл Лилия Остерло                 |
| 10 августа  | Буэнос-Айрес, Аргентина $10,000 — Грунт Турнир 2009                    | Мария-Фернанда Альварес-Теран 6-4 1-6 6-4                 | Карла Белтрами                               |
| 10 августа  | Буэнос-Айрес, Аргентина $10,000 — Грунт Турнир 2009                    | Лусиана Сарменти Эмилия Йорио 6-3 6-3                     | Карла Белтрами Аранса Салют                  |
| 10 августа  | Инсбрук, Австрия $10,000 — Грунт Турнир 2009                           | Юлия Майр 6-2 6-0                                         | Алексия Виргили                              |
| 10 августа  | Инсбрук, Австрия $10,000 — Грунт Турнир 2009                           | Ирина Бурячок Юлия Майр 6-1 6-7(2) [10-8]                 | Шлоэ Бабе Валентина Конфалоньери             |
| 10 августа  | Ла-Марса, Тунис $10,000 — Грунт Турнир 2009                            | Ирена Сантос Браво 7-6(5) 1-6 6-4                         | Синди Шала                                   |
| 10 августа  | Ла-Марса, Тунис $10,000 — Грунт Турнир 2009                            | Маркелла Кук Ирена Сантос Браво Без игры                  | Зузана Лингова Давиния Лоббингер             |
| 10 августа  | Нью-Дели, Индия $10,000 — Хард Турнир 2009                             | Пуяшри Венкатеша 7-6(8) 6-2                               | Эмили Уэбли-Смит                             |
| 10 августа  | Нью-Дели, Индия $10,000 — Хард Турнир 2009                             | Санаа Бхамбри Пуяшри Венкатеша 6-2 6-1                    | Нова Пател Ришика Сункара                    |
| 10 августа  | Пезаро, Италия $10,000 — Грунт Турнир 2009                             | Анастасия Гримальская 2-6 6-1 6-2                         | Кристина Плишкова                            |
| 10 августа  | Пезаро, Италия $10,000 — Грунт Турнир 2009                             | Анастасия Гримальская Мартина Тревизан 6-2 6-2            | Аличе Балдуччи Федерика ди Сарра             |
| 10 августа  | Таллин, Эстония $10,000 — Хард Турнир 2009                             | Диана Марцинкевич 2-6 7-5 7-6(9)                          | Анна Орлик                                   |
| 10 августа  | Таллин, Эстония $10,000 — Хард Турнир 2009                             | Диана Марцинкевич Анна Орлик 6-1 0-6 [10-7]               | Джада Хоппер Лиза Маршалл                    |
| 10 августа  | Ферсмольд, Германия $10,000 — Грунт Турнир 2009                        | Сара Гронерт 6-3 3-6 7-6(5)                               | Дарья Юрак                                   |
| 10 августа  | Ферсмольд, Германия $10,000 — Грунт Турнир 2009                        | Элиза Пет Скарлетт Вернер Без игры                        | Алёнка Губачек Кайранджи Вано                |
| 10 августа  | Коксейде, Бельгия $25,000 — Грунт Турнир 2009                          | Юлия Вакуленко 7-5 6-1                                    | Ирина Курьянович                             |
| 10 августа  | Коксейде, Бельгия $25,000 — Грунт Турнир 2009                          | Шеннон Голдс Николь Криз 7-6(3) 6-2                       | Юханна Ларссон Анна Смит                     |
| 10 августа  | Москва, Россия $25,000 — Грунт Турнир 2009                             | Ксения Первак 6-0 6-2                                     | Екатерина Иванова                            |
| 10 августа  | Москва, Россия $25,000 — Грунт Турнир 2009                             | Екатерина Иванова Арина Родионова 6-3 6-3                 | Валерия Савиных Мария Шамайко                |
| 10 августа  | Цюаньчжоу, Китай $25,000 — Хард Турнир 2009                            | Софи Фергюсон 6-3 6-1                                     | Чжань Юнжань                                 |
| 10 августа  | Цюаньчжоу, Китай $25,000 — Хард Турнир 2009                            | Хань Синьюнь Гао Шаоюань 1-6 6-2 [10-6]                   | Хао Цзе Сунь Тяньтянь                        |
| 10 августа  | Трнава, Словакия $25,000 — Грунт Турнир 2009                           | Ивонн Мойсбургер 7-6(0) 7-5                               | Сандра Заглавова                             |
| 10 августа  | Трнава, Словакия $25,000 — Грунт Турнир 2009                           | Сандра Клеменшиц Владимира Углиржова 6-4 6-2              | Михаэла Паштикова Дарина Седенкова           |
| 17 августа  | Нонтхабури, Таиланд $10,000 — Хард Турнир 2009                         | Чжан Лин 6-3 7-5                                          | Сатиэ Исидзу                                 |
| 17 августа  | Нонтхабури, Таиланд $10,000 — Хард Турнир 2009                         | Джесси Ромпис Чжан Лин 6-2 1-6 [10-8]                     | Томоко Докэй Ю Ми                            |
| 17 августа  | Оломоуц, Чехия $10,000 — Грунт Турнир 2009                             | Луция Кригсманнова 6-7(5) 6-2 6-2                         | Ивета Герлова                                |
| 17 августа  | Оломоуц, Чехия $10,000 — Грунт Турнир 2009                             | Ивета Герлова Дарина Седенкова 6-4 6-2                    | Мартина Борецкая Мартина Кубичикова          |
| 17 августа  | Трекастаньи, Италия $10,000 — Хард Турнир 2009                         | Паула Фондевила-Кастро 6-4 7-5                            | Николь Клерико                               |
| 17 августа  | Трекастаньи, Италия $10,000 — Хард Турнир 2009                         | Аличе Балдуччи Джулия Гаспарри 7-5 4-6 [10-8]             | Луция Сервера-Васкес Паула Фондевила-Кастро  |
| 17 августа  | Винковцы, Хорватия $10,000 — Грунт Турнир 2009                         | Ани Миячика 6-2 6-3                                       | Мария Абрамович                              |
| 17 августа  | Винковцы, Хорватия $10,000 — Грунт Турнир 2009                         | Каролина Йованович Тина Обрез 6-1 6-2                     | Ралука Елена Платон Кристина-Мадалина Станку |
| 17 августа  | Вальштедт, Германия $10,000 — Грунт Турнир 2009                        | Сандра Мартинович 2-6 6-1 6-4                             | Сара Гронерт                                 |
| 17 августа  | Вальштедт, Германия $10,000 — Грунт Турнир 2009                        | Дарья Юрак Неда Кожич 6-2 6-4                             | Лиза Сабино Вивьенн Виерин                   |
| 17 августа  | Пинго, Китай $25,000 — Хард Турнир 2009                                | Сунь Шэннань 6-4 6-4                                      | Чжоу Имяо                                    |
| 17 августа  | Пинго, Китай $25,000 — Хард Турнир 2009                                | Чжань Цзиньвэй Хуан Исюань 3-6 7-5 [10-7]                 | Лу Цзинцзин Сунь Шэннань                     |
| 17 августа  | Вестенде, Бельгия $25,000 — Хард Турнир 2009                           | Эстель Гисар 6-1 6-2                                      | Элени Данилиду                               |
| 17 августа  | Вестенде, Бельгия $25,000 — Хард Турнир 2009                           | Маргалита Чахнашвили Василиса Давыдова 6-2 7-5            | Эмили Баке Ясмин Вёр                         |
| 24 августа  | Ареццо, Италия $10,000 — Грунт Турнир 2009                             | Джулия Гатто-Монтиконе 7-5 6-3                            | Шанель Симмондс                              |
| 24 августа  | Ареццо, Италия $10,000 — Грунт Турнир 2009                             | Джулия Гатто-Монтиконе Федерика Кверча 6-3 4-6 [10-2]     | Стефания Кьеппа Валентина Сульпицио          |
| 24 августа  | Баруэри, Бразилия $10,000 — Хард Турнир 2009                           | Майлен Ору 6-4 6-2                                        | Наталья Гитлер                               |
| 24 августа  | Баруэри, Бразилия $10,000 — Хард Турнир 2009                           | Моника Альбукерке Роксана Вайсемберг 7-6(7) 7-5           | Майлен Ору Фернанда Эрменжильдо              |
| 24 августа  | Брауншвейг, Германия $10,000 — Грунт Турнир 2009                       | Корина Перкович 2-6 6-3 6-2                               | Матея Межак                                  |
| 24 августа  | Брауншвейг, Германия $10,000 — Грунт Турнир 2009                       | Элиза Пет Скарлетт Вернер 2-6 6-3 [10-6]                  | Сабрина Баумгартен Зина Кайзер               |
| 24 августа  | Энсхеде, Нидерланды $10,000 — Грунт Турнир 2009                        | Ришел Хогенкамп 6-0 6-3                                   | Ангелика ван дер Мет                         |
| 24 августа  | Энсхеде, Нидерланды $10,000 — Грунт Турнир 2009                        | Кверина Лемойне Сабина ван дер Сар 6-2 4-6 [10-8]         | Даниэлла Хармсен Ким Килсдонк                |
| 24 августа  | Нонтхабури, Таиланд $10,000 — Хард Турнир 2009                         | Чжан Лин 6-2 6-2                                          | Лавиния Тананта                              |
| 24 августа  | Нонтхабури, Таиланд $10,000 — Хард Турнир 2009                         | Ян Цзыцзюнь Чжан Лин 6-4 6-3                              | Беатрис Гумуля Лавиния Тананта               |
| 24 августа  | Пёрчах-ам-Вёртерзе, Австрия $10,000 — Грунт Турнир 2009                | Юлия Бабилон 6-2 6-2                                      | Алексия Виргили                              |
| 24 августа  | Пёрчах-ам-Вёртерзе, Австрия $10,000 — Грунт Турнир 2009                | Эвелин Майр Юлия Майр 6-2 4-6 [10-6]                      | Мартина Качотти Тина Обрез                   |
| 24 августа  | Прага, Чехия $10,000 — Грунт Турнир 2009                               | Мартина Кубичикова 6-4 6-1                                | Доминика Канакова                            |
| 24 августа  | Прага, Чехия $10,000 — Грунт Турнир 2009                               | Симона Добра Луция Кригсманнова 7-6(2) 6-2                | Мартина Борецкая Ивета Герлова               |
| 24 августа  | Цяньшань, Китай $10,000 — Хард Турнир 2009                             | Сунь Шэннань 6-3 6-3                                      | Лян Чэнь                                     |
| 24 августа  | Цяньшань, Китай $10,000 — Хард Турнир 2009                             | Лян Чэнь Сунь Шэннань 6-2 6-4                             | Элисон Бэй Саша Джонс                        |
| 24 августа  | Сайтама, Япония $10,000 — Хард Турнир 2009                             | Сатиэ Исидзу 6-3 6-4                                      | Сихо Акита                                   |
| 24 августа  | Сайтама, Япония $10,000 — Хард Турнир 2009                             | Маки Арай Мари Танака 6-2 6-4                             | Айри Хагимото Майко Иноуэ                    |
| 24 августа  | Веленье, Словения $10,000 — Грунт Турнир 2009                          | Александра Крунич 6-3 6-1                                 | Ника Ожегович                                |
| 24 августа  | Веленье, Словения $10,000 — Грунт Турнир 2009                          | Настя Колар Полона Реберсак 6-3 6-2                       | Камелия-Елена Христя Диана Марку             |
| 24 августа  | EmblemHealth Bronx Open Нью-Йорк, США $100,000 — Хард Турнир 2009      | Татьяна Малек 6-1 6-4                                     | Кристина Барруа                              |
| 24 августа  | EmblemHealth Bronx Open Нью-Йорк, США $100,000 — Хард Турнир 2009      | Анна-Лена Грёнефельд Ваня Кинг 6-0 6-3                    | Жюли Куэн Мари-Эв Пеллетье                   |
| 31 августа  | Алмере, Нидерланды $10,000 — Грунт Турнир 2009                         | Кики Бертенс 6-2 6-4                                      | Ангелика ван дер Мет                         |
| 31 августа  | Алмере, Нидерланды $10,000 — Грунт Турнир 2009                         | Кики Бертенс Николь Тейссен 4-6 6-2 [10-4]                | Даниэлла Хармсен Ким Килсдонк                |
| 31 августа  | Бассано-дель-Граппа, Италия $10,000 — Грунт Турнир 2009                | Аличе Морони 7-6(1) 6-1                                   | Юлия Майр                                    |
| 31 августа  | Бассано-дель-Граппа, Италия $10,000 — Грунт Турнир 2009                | Марина Шамайко София Шапатава 6-1 5-7 [10-8]              | Эвелин Майр Юлия Майр                        |
| 31 августа  | Брчко, Босния и Герцеговина $10,000 — Грунт Турнир 2009                | Александра Йосифоска 4-6 6-3 6-3                          | Николь Клерико                               |
| 31 августа  | Брчко, Босния и Герцеговина $10,000 — Грунт Турнир 2009                | Каролина Йованович Теодора Мирчич 6-4 6-1                 | Патрича Киря Петра Паялич                    |
| 31 августа  | Селея, Мексика $10,000 — Грунт Турнир 2009                             | Майлен Ору 6-3 6-1                                        | Алехандра Гранильо                           |
| 31 августа  | Селея, Мексика $10,000 — Грунт Турнир 2009                             | Джулия Коэн Вивиан Сеньини 6-1 6-4                        | Анастасия Харченко Наталья Росси             |
| 31 августа  | Лондон, Великобритания $10,000 — Хард Турнир 2009                      | Джада Уиндли 6-1 6-1                                      | Джоселин Рэй                                 |
| 31 августа  | Лондон, Великобритания $10,000 — Хард Турнир 2009                      | Джоселин Рэй Джада Уиндли 6-4 6-0                         | Луция Коварчикова Моника Тумова              |
| 31 августа  | Мольерусса, Испания $10,000 — Хард Турнир 2009                         | Эстель Гисар 6-1 6-1                                      | Юлия Парасюк                                 |
| 31 августа  | Мольерусса, Испания $10,000 — Хард Турнир 2009                         | Лара Арруабаррена Карла Росет-Франко 6-3 2-6 [10-6]       | Татьяна Буа Инес Феррер-Суарес               |
| 31 августа  | Нонтхабури, Таиланд $10,000 — Хард Турнир 2009                         | Ангелина Габуева 6-4 6-3                                  | Ю Ми                                         |
| 31 августа  | Нонтхабури, Таиланд $10,000 — Хард Турнир 2009                         | Альбина Хабибулина Каняпат Нараттана 5-7 6-4 [10-8]       | Лавиния Тананта Варатчая Вонгтинчай          |
| 31 августа  | Катовице, Польша $25,000 — Грунт Турнир 2009                           | Камила Джорджи 6-2 6-3                                    | Ксения Первак                                |
| 31 августа  | Катовице, Польша $25,000 — Грунт Турнир 2009                           | Каролина Косиньская Агнеш Сатмари 6-1 2-6 [10-5]          | Мелани Клаффнер Юханна Ларссон               |
| 31 августа  | Марибор, Словения $25,000 — Грунт Турнир 2009                          | Симона Халеп 6-4 6-2                                      | Каталин Мароши                               |
| 31 августа  | Марибор, Словения $25,000 — Грунт Турнир 2009                          | Ани Миячика Ана Врлич 6-2 6-3                             | Мария Абрамович Катарина Кахликова           |
| 31 августа  | Цукуба, Япония $25,000 — Хард Турнир 2009                              | Сучанун Виратпрасерт 6-3 6-4                              | Куруми Нара                                  |
| 31 августа  | Цукуба, Япония $25,000 — Хард Турнир 2009                              | Мария-Фернанда Альварес-Теран Джада Кёртис 1-6 6-2 [10-2] | Сюй Вэньсинь Мари Танака                     |

### Сентябрь
| Дата начала | Турнир                                                                                | Чемпионки (Счёт финала)                                    | Финалистки                                 |
| ----------- | ------------------------------------------------------------------------------------- | ---------------------------------------------------------- | ------------------------------------------ |
| 7 сентября  | Бангалор, Индия $10,000 — Хард Турнир 2009                                            | Пуяшри Венкатеша 6-3 6-3                                   | Далила Якупович                            |
| 7 сентября  | Бангалор, Индия $10,000 — Хард Турнир 2009                                            | Иша Лакхани Пуяшри Венкатеша 6-4 6-3                       | Моэ Каватоко Кумари-Света Соланки          |
| 7 сентября  | Будапешт, Венгрия $10,000 — Грунт Турнир 2009                                         | Река-Луца Яни 7-6(3) 6-2                                   | Луция Кригсманнова                         |
| 7 сентября  | Будапешт, Венгрия $10,000 — Грунт Турнир 2009                                         | Река-Луца Яни Вираг Немет 4-6 6-3 [10-6]                   | Яна Яндова Луция Кригсманнова              |
| 7 сентября  | Казале-Монферрато, Италия $10,000 — Грунт Турнир 2009                                 | Анна-Джулия Ремондина 2-6 6-1 6-2                          | Анастасия Гримальская                      |
| 7 сентября  | Казале-Монферрато, Италия $10,000 — Грунт Турнир 2009                                 | Валентина Конфалоньери Бенедетта Давато 3-6 6-3 [10-4]     | Анастасия Мухаметова Манана Шапакидзе      |
| 7 сентября  | Масатлан, Мексика $10,000 — Хард Турнир 2009                                          | Андреа Кох Бенвенуто 6-1 6-2                               | Фернанда Эрменежильду                      |
| 7 сентября  | Масатлан, Мексика $10,000 — Хард Турнир 2009                                          | Майлен Ору Фернанда Эрменежильду 6-3 3-6 [12-10]           | Эрика Кларк-Магана Даниэла Муньос Гальегос |
| 7 сентября  | Русе, Болгария $10,000 — Грунт Турнир 2009                                            | Симона-Юлия Матей 6-2 6-3                                  | Мартина Гледачева                          |
| 7 сентября  | Русе, Болгария $10,000 — Грунт Турнир 2009                                            | Иоана Иван Симона-Юлия Матей 6-1 6-4                       | Малу Эйдесгард Дия Евтимова                |
| 7 сентября  | Сараево, Босния и Герцеговина $10,000 — Грунт Турнир 2009                             | Зузана Злохова 7-6(2) 4-6 6-4                              | Юстина Егёлка                              |
| 7 сентября  | Сараево, Босния и Герцеговина $10,000 — Грунт Турнир 2009                             | Каролина Йованович Кристина-Мадалина Станку 6-4 0-6 [11-9] | Мартина Качотти Зузана Злохова             |
| 7 сентября  | Санкт-Петербург, Россия $10,000 — Грунт Турнир 2009                                   | Юлия Калабина 6-1 6-0                                      | Виктория Емельянова                        |
| 7 сентября  | Санкт-Петербург, Россия $10,000 — Грунт Турнир 2009                                   | Янина Даришина Екатерина Прозорова 7-6(7) 3-6 [10-7]       | Анастасия Литовченко Мария Жаркова         |
| 7 сентября  | Алфен-ан-ден-Рейн, Нидерланды $25,000 — Грунт Турнир 2009                             | Ирина Курьянович 6-3 6-3                                   | Юханна Ларссон                             |
| 7 сентября  | Алфен-ан-ден-Рейн, Нидерланды $25,000 — Грунт Турнир 2009                             | Людмила Киченок Надежда Киченок 6-2 4-6 [10-8]             | Хайенн Эвейк Марлот Медденс                |
| 7 сентября  | Ното, Япония $25,000 — Ковёр Турнир 2009                                              | Каролина Плишкова 3-6 7-6(2) 7-6(9)                        | Сихо Хисамацу                              |
| 7 сентября  | Ното, Япония $25,000 — Ковёр Турнир 2009                                              | Сюй Вэньсинь Хуан Исюань 6-3 1-6 [11-9]                    | Хань Синьюнь Ким Со Чон                    |
| 7 сентября  | Денен, Франция $50,000 — Грунт Турнир 2009                                            | Стефани Коэн-Алоро 6-3 6-4                                 | Ксения Первак                              |
| 7 сентября  | Денен, Франция $50,000 — Грунт Турнир 2009                                            | Елена Чалова Ксения Лыкина 6-4 6-3                         | Магдалена Кищиньская Теодора Мирчич        |
| 7 сентября  | Международный теннисный турнир в Пьемонте Бьелла, Италия $100,000 — Грунт Турнир 2009 | Петра Мартич 7-5 6-4                                       | Шэрон Фичмен                               |
| 7 сентября  | Международный теннисный турнир в Пьемонте Бьелла, Италия $100,000 — Грунт Турнир 2009 | Сандра Клеменшиц Владимира Углиржова 4-6 6-3 [10-6]        | Дарья Кустова Рената Ворачова              |
| 14 сентября | Добой, Босния и Герцеговина $10,000 — Грунт Турнир 2009                               | Матея Межак 4-6 6-2 6-4                                    | Тамара Чурович                             |
| 14 сентября | Добой, Босния и Герцеговина $10,000 — Грунт Турнир 2009                               | Ионела-Андрея Йова Кристина-Мадалина Станку 6-3 6-4        | Мартина Качотти Зузана Злохова             |
| 14 сентября | Киото, Япония $10,000 — Ковёр Турнир 2009                                             | Нунгнадда Ваннасук 1-6 6-3 6-4                             | Акико Ёнэмура                              |
| 14 сентября | Киото, Япония $10,000 — Ковёр Турнир 2009                                             | Юка Хигаси Котоми Такахата 3-6 6-2 [10-6]                  | Кадзуса Ито Юка Мори                       |
| 14 сентября | Лерида, Испания $10,000 — Грунт Турнир 2009                                           | Лара Арруабаррена 6-3 5-7 6-2                              | Диана Энаке                                |
| 14 сентября | Лерида, Испания $10,000 — Грунт Турнир 2009                                           | София Квацабая Августа Цыбышева 6-3 6-2                    | Химена Эрмосо Гарбинье Мугуруса Бланко     |
| 14 сентября | Лос-Мочис, Мексика $10,000 — Грунт Турнир 2009                                        | Карла Бельтрами 6-4 6-2                                    | Майлен Ору                                 |
| 14 сентября | Лос-Мочис, Мексика $10,000 — Грунт Турнир 2009                                        | Явна Аллен Алина Салливан 4-6 6-4 [12-10]                  | Майлен Ору Фернанда Эрменежильду           |
| 14 сентября | Нью-Дели, Индия $10,000 — Хард Турнир 2009                                            | Рушми Чакраварти 6-3 6-1                                   | Санаа Бхамбри                              |
| 14 сентября | Нью-Дели, Индия $10,000 — Хард Турнир 2009                                            | Моэ Каватоко Мики Миямура 2-6 6-2 [10-6]                   | Чэ Кхён-И Шин Чун Юн                       |
| 14 сентября | Порту, Португалия $10,000 — Грунт Турнир 2009                                         | Ирена Сантос Браво 4-6 6-1 6-3                             | Маркелла Кук                               |
| 14 сентября | Порту, Португалия $10,000 — Грунт Турнир 2009                                         | Ким Килсдонк Маркелла Кук 6-3 6-0                          | Апполлония Мельзани Андрея-Роксана Вайдяну |
| 14 сентября | Дарвин, Австралия $25,000 — Хард Турнир 2009                                          | Алисия Молик 6-3 6-4                                       | Салли Пирс                                 |
| 14 сентября | Дарвин, Австралия $25,000 — Хард Турнир 2009                                          | Николь Криз Алисия Молик 6-3 6-4                           | Тайра Кальдервуд Оливия Роговска           |
| 14 сентября | Неаполь, Италия $25,000 — Грунт Турнир 2009                                           | Маргалита Чахнашвили 6-2 6-1                               | Михаэла Похабова                           |
| 14 сентября | Неаполь, Италия $25,000 — Грунт Турнир 2009                                           | Нина Братчикова Оксана Калашникова 7-6(5) 2-6 [10-8]       | Мария Иригойен Бетина Хосами               |
| 14 сентября | Местре, Италия $50,000 — Грунт Турнир 2009                                            | Каролина Шпрем 2-6 6-2 6-4                                 | Ивонн Мойсбургер                           |
| 14 сентября | Местре, Италия $50,000 — Грунт Турнир 2009                                            | Сандра Клеменшиц Ромина Опранди 6-4 6-1                    | Кристина Барруа Ивонн Мойсбургер           |
| 14 сентября | Allianz Cup София, Болгария $100,000 — Грунт Турнир 2009                              | Александра Дулгеру 6-7(4) 7-5 6-1                          | Татьяна Гарбин                             |
| 14 сентября | Allianz Cup София, Болгария $100,000 — Грунт Турнир 2009                              | Тимея Бачински Татьяна Гарбин 6-2 7-6(4)                   | Полона Херцог Петра Мартич                 |
| 21 сентября | Сьюдад-Обрегон, Мексика $10,000 — Хард Турнир 2009                                    | Майлен Ору 6-3 6-0                                         | Наталья Росси                              |
| 21 сентября | Сьюдад-Обрегон, Мексика $10,000 — Хард Турнир 2009                                    | Наталья Гитлер Андреа Кох Бенвенуто 7-6(6) 6-4             | Джейми Хэмптон Уитни Джонс                 |
| 21 сентября | Дехрадун, Индия $10,000 — Хард Турнир 2009                                            | Пуяшри Венкатеша 6-3 7-5                                   | Рушми Чакраварти                           |
| 21 сентября | Дехрадун, Индия $10,000 — Хард Турнир 2009                                            | Моэ Каватоко Мики Миямура 6-1 6-3                          | Керен Шломо Пуяшри Венкатеша               |
| 21 сентября | Эшпинью, Португалия $10,000 — Грунт Турнир 2009                                       | Фатима Эль Аллами 6-3 6-2                                  | Элексана Лешемия                           |
| 21 сентября | Эшпинью, Португалия $10,000 — Грунт Турнир 2009                                       | Каролин Гарсиа Элексан Лешемия 7-5 6-1                     | Мишель Охремчук Морган Понс                |
| 21 сентября | Сандански, Болгария $10,000 — Грунт Турнир 2009                                       | Дия Евтимова 6-3 6-0                                       | Таня Германлиева                           |
| 21 сентября | Сандански, Болгария $10,000 — Грунт Турнир 2009                                       | Раффаэлла Бинди Федерика Грациозо 6-3 7-5                  | Камелия-Елена Христя Аличе-Андрада Раду    |
| 21 сентября | Дарвин, Австралия $25,000 — Хард Турнир 2009                                          | Саша Джонс 6-4 6-1                                         | Бояна Бобушич                              |
| 21 сентября | Дарвин, Австралия $25,000 — Хард Турнир 2009                                          | Изабелла Холланд Салли Пирс 6-4 3-6 [10-4]                 | Алёнка Губачек Джесси Ромпис               |
| 21 сентября | Мадрид, Испания $25,000 — Хард Турнир 2009                                            | Сильвия Солер-Эспиноса 6-3 6-4                             | Ирина Бурячок                              |
| 21 сентября | Мадрид, Испания $25,000 — Хард Турнир 2009                                            | Нина Братчикова Ирэна Павлович 6-2 6-4                     | Клер Фёэрстен Констанс Сибиль              |
| 21 сентября | Макинохара, Япония $25,000 — Ковёр Турнир 2009                                        | Се Шувэй 2-6 7-5 7-6(4)                                    | Мисаки Дои                                 |
| 21 сентября | Макинохара, Япония $25,000 — Ковёр Турнир 2009                                        | Куруми Нара Эрика Сэма 6-0 6-0                             | Мари Танака Томоко Ёнэмура                 |
| 21 сентября | Телави, Грузия $25,000 — Грунт Турнир 2009                                            | Река-Луца Яни 6-2 6-4                                      | Мелани Клаффнер                            |
| 21 сентября | Телави, Грузия $25,000 — Грунт Турнир 2009                                            | Хайенн Эвейк Марлотт Медденс 6-2 6-4                       | Татия Микадзе Манана Шапакидзе             |
| 21 сентября | Сагеней, Канада $50,000 — Хард Турнир 2009                                            | София Арвидссон 5-7 6-4 7-6(1)                             | Северин Бремон Бельтрам                    |
| 21 сентября | Сагеней, Канада $50,000 — Хард Турнир 2009                                            | София Арвидссон Северин Бремон Бельтрам 6-3 6-1            | Стефани Дюбуа Ребекка Марино               |
| 21 сентября | Альбукерке, США $75,000 — Хард Турнир 2009                                            | Шенай Перри 7-5 6-2                                        | Барбора Заглавова-Стрыцова                 |
| 21 сентября | Альбукерке, США $75,000 — Хард Турнир 2009                                            | Машона Вашингтон Риза Заламеда 6-3 6-2                     | Мелинда Цинк Линдсей Ли-Уотерс             |
| 21 сентября | Шрусбери, Великобритания $75,000 — Хард Турнир 2009                                   | Елена Балтача 6-3 4-6 6-3                                  | Кэти О`Брайен                              |
| 21 сентября | Шрусбери, Великобритания $75,000 — Хард Турнир 2009                                   | Кристина Барруа Ивонн Мойсбургер 3-6 6-4 [10-7]            | Юханна Ларссон Анна Смит                   |
| 21 сентября | Open GDF Suez de Bretagne Сен-Мало, Франция $100,000 — Грунт Турнир 2009              | Аранча Парра-Сантонха 6-4 6-3                              | Александра Дулгеру                         |
| 21 сентября | Open GDF Suez de Bretagne Сен-Мало, Франция $100,000 — Грунт Турнир 2009              | Тимея Бачински Татьяна Гарбин 6-3 — отказ                  | Андрея Клепач Орели Веди                   |
| 28 сентября | Анталья, Турция $10,000 — Грунт Турнир 2009                                           | Кики Бертенс 6-2 6-2                                       | Нанули Пипия                               |
| 28 сентября | Анталья, Турция $10,000 — Грунт Турнир 2009                                           | Кики Бертенс Маркелла Кук 6-4 0-6 [10-4]                   | Барбара Собашкевич Сильвия Загорская       |
| 28 сентября | Чампино, Италия $10,000 — Грунт Турнир 2009                                           | Сандра Мартинович 6-4 6-2                                  | Федерика Кверча                            |
| 28 сентября | Чампино, Италия $10,000 — Грунт Турнир 2009                                           | Сандра Мартинович Марина Шамайко 7-6(4) 6-4                | Стефания Кьеппа Валентина Сульпицио        |
| 28 сентября | Клермон-Ферран, Франция $10,000 — Хард Турнир 2009                                    | Патриция Сандуска 7-6(3) 6-1                               | Одри Берго                                 |
| 28 сентября | Клермон-Ферран, Франция $10,000 — Хард Турнир 2009                                    | Одри Берго Андреа Ка 6-2 6-2                               | Луция Коварчикова Давиния Лоббингер        |
| 28 сентября | Добрич, Болгария $10,000 — Грунт Турнир 2009                                          | Симона-Юлия Матей 6-2 6-3                                  | Дия Евтимова                               |
| 28 сентября | Добрич, Болгария $10,000 — Грунт Турнир 2009                                          | Диана Марку Симона-Юлия Матей 7-5 4-6 [10-5]               | Гулия Велиева Лютфия Велиева               |
| 28 сентября | Сьюдад-Хуарес, Мексика $10,000 — Грунт Турнир 2009                                    | Майлен Ору 2-6 6-2 6-3                                     | Паула Ормаэчеа                             |
| 28 сентября | Сьюдад-Хуарес, Мексика $10,000 — Грунт Турнир 2009                                    | Андреа Кох Бенвенуто Паула Сабала 6-0 3-6 [10-4]           | Лусия Хара-Лосано Хьяннина Миньери         |
| 28 сентября | Гранада, Испания $25,000 — Хард Турнир 2009                                           | Мария Иригойен 7-5 2-6 4-3 — отказ                         | Беатрис Гарсия-Видагани                    |
| 28 сентября | Гранада, Испания $25,000 — Хард Турнир 2009                                           | Нина Братчикова Арина Родионова 6-1 3-6 [10-5]             | Бетина Хосами Валерия Савиных              |
| 28 сентября | Хамамацу, Япония $25,000 — Ковёр Турнир 2009                                          | Томоко Ёнэмура 6-4 7-6(3)                                  | Мисаки Дои                                 |
| 28 сентября | Хамамацу, Япония $25,000 — Ковёр Турнир 2009                                          | Карли Галликсон Николь Криз 4-6 7-6(2) [10-5]              | Яюк Басуки Хуан Исюань                     |
| 28 сентября | Хельсинки, Финляндия $25,000 — Хард Турнир 2009                                       | Ксения Первак 6-4 6-2                                      | Стефани Форетц                             |
| 28 сентября | Хельсинки, Финляндия $25,000 — Хард Турнир 2009                                       | Эмма Лайне Мелани Саут 6-3 6-3                             | Юханна Ларссон Анна Смит                   |
| 28 сентября | Тбилиси, Грузия $25,000 — Грунт Турнир 2009                                           | Оксана Калашникова 4-6 6-3 6-2                             | София Шапатава                             |
| 28 сентября | Тбилиси, Грузия $25,000 — Грунт Турнир 2009                                           | Река-Луца Яни Вероника Капшай 7-5 0-6 [10-8]               | Татия Микадзе Манана Шапакидзе             |
| 28 сентября | Лас-Вегас, США $50,000 — Хард Турнир 2009                                             | Регина Куликова 6-2 6-2                                    | Анико Капрош                               |
| 28 сентября | Лас-Вегас, США $50,000 — Хард Турнир 2009                                             | Анико Капрош Агустина Лепоре 6-2 7-5                       | Кимберли Куц Линдсей Ли-Уотерс             |
| 28 сентября | Vogue Athens Open Афины, Греция $100,000 — Хард Турнир 2009                           | Елена Докич 6-2 6-1                                        | Элени Данилиду                             |
| 28 сентября | Vogue Athens Open Афины, Греция $100,000 — Хард Турнир 2009                           | Элени Данилиду Ясмин Вёр 6-2 5-7 [10-4]                    | Тимея Бачински Татьяна Гарбин              |